# فلج ارب
فلج ارب (انگلیسی: Erb's palsy) اختلالی است که به دلیل آسیب شبکه عصبی بازویی رخ می‌دهد. این عارضه در هنگام تولد نوزاد ایجاد می‌شود و ناحیه شبکه بازویی را فلج می‌کند. اگر نوزاد قادر به تکان دادن و حرکت دست‌های خود نباشد یعنی در ناحیه شبکه بازویی (براکیال) و شبکه عصبی گردن دچار عارضه و معضلی به نام فلج ارب شده‌است و برای همین نمی‌تواند دست‌های خود را حرکت بدهد. در این حال بچه نمی‌تواند بازویش را حرکت دهد ولی انگشتان دستش را می‌تواند حرکت دهد.
گاهی ماما برای اینکه نوزاد زودتر به دنیا بیاید، کشش بیش از حدی را به نوزاد وارد کرده و باعث آسیب‌هایی از جمله در رفتگی دست و پا، کشیدگی عصب گردن و آسیب به شبکه بازویی شده و در نهایت باعث فلج ارب در نوزاد می‌شود. تقریباً از هر هزار نوزاد یک تا دو نوزاد دچار این عارضه می‌شوند. بیشتر نوزادان مبتلا به فلج اِرب با انجام فیزیوتراپی، به حرکت و احساسات در بازوی تحت تاثیر فلج، دست پیدا می‌کنند. اگر اعصاب فوقانی به همراه اعصاب پایینی کشیده شده باشند، شرایط نوزاد وخیم‌تر از فلج ارب خواهد بود. فلج ارب عارضه‌ای است که به دلیل آسیب دیدن نوزاد در حین زایمان سخت به وجود می‌آید. در این عارضه، عصب‌های بازو و دست نوزاد دچار آسیب‌دیدگی می‌شوند. این اتفاق معمولا به علت وزن بسیار زیاد یا جثه بزرگ نوزاد هنگام تولد رخ می‌دهد. خبر خوب این است که ۸۰ الی ۹۶ درصد از کودکان مبتلا به فلج ارب با روش‌های درمانی مختلف و در طول یک سال و حتی کمتر به‌طور کامل بهبود پیدا خواهند کرد. برخی از نوزادان در ۳ تا ۶ ماه اول ممکن است خودبه‌خود درمان شوند، اما برخی دیگر نیز با روش‌هایی مانند فیزیوتراپی، آب‌درمانی، کاردرمانی، استفاده از بریس و یا عمل جراحی درمان می‌شوند.